# HabCat
El Habcat, acrònim de l'anglès Catalog of Nearby Habitable Systems, és el catàleg d'estrelles properes amb possibilitat de tenir sistemes habitables. La llista ha estat desenvolupada pels científics Jill Tarter i Margaret Turnbull, sota els auspicis del projecte Phoenix, com a part del SETI.
La llista està basada en el catàleg Hipparcos (que té 118.218 estrelles), i realitzada filtrant una ampla gamma de característiques de sistemes d'estrelles. La llista actual conté 17.129 estrelles amb possibles sistemes habitables "HabStars" en anglès.